# Famille Atassi

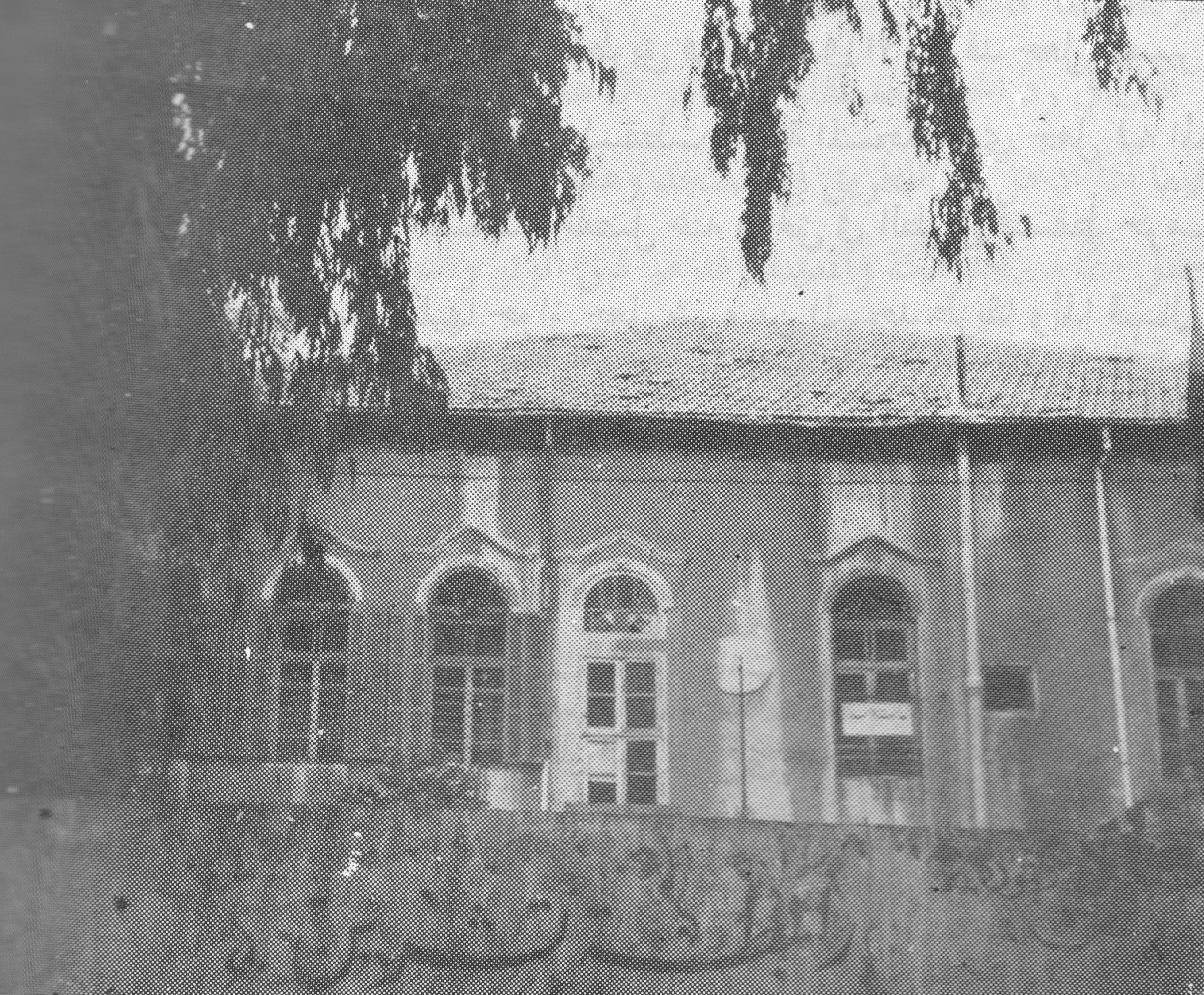
Résidence de Khaled Efendi al-Atassi, le chef de la Maison Atassi, construite en 1893.

La famille Atassi (en arabe : آل الأتاسي / āl al-atāsī) est une célèbre famille syrienne. Les propriétés que les Atassi possèdent à Homs et à Damas sont à la base de leur richesse et de leur influence. Ils ont pour la plupart fait leurs études à Constantinople, à l'époque capitale de l'Empire ottoman, puis à la Sorbonne et dans d'autres centres d'études européens pendant le mandat français en Syrie.
La puissance et le prestige de la famille atteignirent leur zénith lors de la fondation de la Syrie moderne, en 1936, dont le premier chef d'État fut Hachem al-Atassi. Deux autres membres de la famille Atassi, Luai al-Atassi et Noureddine al-Atassi ont exercé les fonctions de chef de l'État. La famille compte aussi beaucoup de maires, de magistrats, d'ambassadeurs, de muftis, de parlementaires et d'officiers.

## Personnalités
- Hachem al-Atassi (1875-1960), homme politique syrien, 2e président de la République syrienne sous mandat français de 1936 à 1939 puis de nouveau chef de l'État de 1949 à 1951.
- Adnan al-Atassi (1905-1969), fils de Hachem al-Atassi, condamné à mort puis à la prison à perpétuité à la suite d'accusations de tentative de coup d'État.
- Louaï el-Atassi (1926-2003), président du Conseil national révolutionnaire de commandement (chef de l'État) du 9 mars au 27 juillet 1963.
- Noureddine al-Atassi (1930-1992), chef de l'État de 1966 à 1970.
- Jamal al-Atassi (1922-2000), homme politique syrien, ancien membre du Baas.
- Souheïr al-Atassi (née en 1971), militante politique syrienne, fille du précédent.
- Ali al-Atassi, (né en 1967), journaliste et réalisateur syrien.
- Farhan al-Atassi, exécuté après avoir été accusé par le régime syrien d'espionnage au profit des Américains ou des Israéliens.
- Jawdat al-Atassi (1925-?), diplomate et militaire syrien.